# Девладово (станция)
Девладово (укр. Девладове) — грузо-пассажирская железнодорожная станция Криворожской дирекции Приднепровской железной дороги на 65 километре линии Верховцево — Кривой Рог.
Расположена в посёлке Девладово, Софиевский район, Днепропетровская область между станциями Приворот (8 км) и Милорадовка (23 км). Ближайший остановочный пункт — Спокойствие (6 км).
Станция была электрифицирована в 1959—1960 годах вместе с электрификацией всей линии Верховцево — Долгинцево — Червонное тогдашней Сталинской железной дороги.
На станции останавливаются электропоезда сообщением Днепропетровск — Кривой Рог.
|     | Операции, выполняемые на станции Девладово: |
| --- | --- |
| Код | Услуга |
| 3   | Прием и выдача грузов повагонными и мелкими отправками, загружаемых целыми вагонами, только на подъездных путях и местах необщего пользования. |
| П   | Продажа билетов на все пассажирские поезда. Прием и выдача багажа.                                                                             |